# Liste der Naturdenkmale in Feldberger Seenlandschaft
Die Liste der Naturdenkmale in der Feldberger Seenlandschaft nennt die Naturdenkmale in der amtsfreien Gemeinde Feldberger Seenlandschaft im Landkreis Mecklenburgische Seenplatte in Mecklenburg-Vorpommern.
Bei den Naturdenkmalen wird unterschieden zwischen dendrologischen (Baum) und geologischen (Findling) Objekten. Bäume erhalten den Schutzstatus aufgrund ihrer „Seltenheit, Eigenart und Schönheit“ sowie um ihren landschaftsästhetischen und kulturhistorischen Wert zu erhalten. Findlinge werden durch Wertbeimessungen i. S. v. „wertvoller und erhaltenswerter Gebilde der erdgeschichtlichen Entwicklung“ durch Menschen geschützt.

## Dendrologische Naturdenkmale
| Bild | Nr.        | Bezeichnung                 | Standort                           | Beschreibung | Schutzzweck | Verordnung |
| ---- | ---------- | --------------------------- | ---------------------------------- | --- | ----------- | ---------- |
| BW   | 2745/408-0 | Eiche                       | (53° 17′ 7,4″ N, 13° 17′ 4,9″ O)   | Die Eiche wächst am Weg Gnewitz-Hasselförde. Im Jahre 1995 hatte das Naturdenkmal einen Stammumfang von 4,75 m. |             |            |
| BW   | 2745/413-0 | Winterlinde                 | (53° 17′ 0,6″ N, 13° 19′ 21,4″ O)  | Die stark verzwieselte Winterlinde wächst im einstigen Dorf Sandkrug. Im Jahre 1995 hatte das Naturdenkmal einen Stammumfang von 7,90 m.; Umweltamt Mecklenburg-Strelitz |             |            |
| BW   | 2646/410-0 | Kirchhofs-Eiche Lüttenhagen | (53° 20′ 19,7″ N, 13° 23′ 11,4″ O) | Die 600–700 Jahre alte Eiche wächst auf dem Friedhof in Lüttenhagen. Sie ist im Freistand aufgewachsen und wird durchaus ein Alter von 1000 Jahren erreichen können. Im Jahre 1972 hatte das Naturdenkmal einen Stammumfang von 6,80 m, 1995 waren es 7,60 m.; Umweltamt Mecklenburg-Strelitz                                                                 |             |            |
| BW   | 2647/412-0 | Blüchereiche                | (53° 21′ 53,6″ N, 13° 30′ 2,5″ O)  | Die Eiche wächst am Rothen Haus, am Nordostufer des Lütten Sees. Am 29.10.1806 zogen Generalfeldmarschall Leberecht von Blücher und Reste des geschlagenen preußischen Heeres am Rothen Haus vorbei. Ihnen ist dieser Baum gewidmet. Im Jahre 1974 hatte das Naturdenkmal einen Stammumfang von 3,50 m, 1995 waren es 3,95 m.; Umweltamt Mecklenburg-Strelitz |             |            |
| BW   | 2746/403-0 | Silberlinde                 | (53° 17′ 25,4″ N, 13° 24′ 1,4″ O)  | Die Silberlinde wächst auf dem Dorfplatz des einstigen Ortes Krüselin. Sie wurde etwa 1906 vom damaligen Förster gepflanzt. 1995 hatte die Silberlinde einen Stammumfang von 2,82 m. ; Umweltamt Mecklenburg-Strelitz |             |            |
| BW   | 2646/065-0 | Friedenseiche               | (53° 18′ 23″ N, 13° 23′ 18,2″ O)   | Die sogenannte „Friedenseiche“ wurde im Jahre 1871 gepflanzt. Sie ist als Naturdenkmal ausgewiesen und hatte im Jahre 1995 einen Stammumfang von 3,83 m. Die Eiche wächst direkt am Dorfteich des Ortes. ; Umweltamt Mecklenburg-Strelitz |             |            |

## Geologische Naturdenkmale
| Bild | Nr.        | Bezeichnung          | Standort                           | Beschreibung | Schutzzweck | Verordnung |
| ---- | ---------- | -------------------- | ---------------------------------- | --- | ----------- | ---------- |
| BW   | 2646/555-0 | Teufelsstein Carwitz | (53° 19′ 19,6″ N, 13° 27′ 31,7″ O) | „Oben auf dem Steilhang zum Zansen liegt im Hullerbusch der Teufelsstein. Er liegt merkwürdigerweise kaum eingesenkt auf der Oberfläche des Bodens. Der Stein ist ein über zwei Meter langer und mehr als ein Meter hoher grauer Granitblock. Auf seinem unteren, zum See gerichteten Teil sind etwa 20 parallele, tief eingegrabene Rillen dicht beieinander zu sehen. Der Volksmund hielt diese Rillen für Kratzspuren von den Krallen an den Händen des Teufels, die eingerissen wurden, als der Teufel den Block einem flüchtenden Müller über den Zansen nachwarf, der ihm seine Seele verschrieben hatte.“ Der Teufelsstein vom Hullerbusch, Reinhard Barby, Feldberg (Labus 1975, H. 5, S. 20) und E. Hemke in: Naturschutzarbeit in Mecklenburg, 28.(1) 1985 |             |            |
| BW   | 2646/505-0 | Hartwigsstein        | (53° 19′ 25,3″ N, 13° 21′ 58,3″ O) | Der Granitfindling befindet sich an den Blanken Pöhlen bei Lüttenhagen. Er besitzt eine Größe von etwa 2,0x2,2x3,0 m. |             |            |

## Flächennaturdenkmal?
| Bild | Nr.        | Bezeichnung         | Standort                          | Beschreibung | Schutzzweck | Verordnung                                                      |
| ---- | ---------- | ------------------- | --------------------------------- | --- | --- | --------------------------------------------------------------- |
| BW   | 2546/004-0 | Lenné-Park Krumbeck | (53° 24′ 19,1″ N, 13° 27′ 6,5″ O) | älteste Ulme in M-V, uralte Eichen u. Platanen, Lärchenallee ; Die Parkanlage Krumbeck wurde 1832 nach Plänen von P.J.Lenne angelegt. Der Park ist eine weitläufige Anlage mit einheimischem und exotischem Baumbestand, kleineren Wiesen und Teichen, die miteinander durch Gräben verbunden sind. 1994 bis 1995 erfolgten umfangreiche Sanierungsmaßnahmen. ; Landesheimatverband MV Vgl. auch: https://www.baumkunde.de/baumregister/3967-eiche_im_lenn%C3%A9park_krumbeck/ | Quellen: FRÖHLICH, H.J. (1994): Wege zu alten Bäumen, Band 9 Mecklenburg-Vorpommern, WDV Wirtschaftsdienst, Frankfurt a. M. https://www.ostdeutsches-baumarchiv.de/photo/nr-240-eiche-krumbeck | NDVO (1972): Verordnung über Naturdenkmale im Kreis Neustrelitz |